# Ли, Уолтер (политик, Австралия)
Уолтер Генри Ли (англ. Walter Henry Lee; 27 апреля 1874, Лонгфорд, колония Тасмания — 1 июня 1963, Уэстбери, штат Тасмания, Австралия) — австралийский политик, занимал пост Премьера Тасмании в 1916—1922, 1923 и 1934 годах.

## Политическая карьера
На выборах 1909 года Ли был избран в округе Уилмот в Палату собрания Тасмании от антисоциалистического блока, в том же году оформившегося в Либеральную партию штата. На досрочных выборах 1913 года партия снова получила большинство, но потеряла на довыборах место скончавшегося депутата Джона Дэвиса, а премьер от неё Альберт Соломон в связи с утратой доверия лишился возможности в пользу лейбориста Джона Эрла сформировать правительство штата. В сентябре 1915 года Ли стал лидером теперь оппозиционной фракции, сменив принятого в состав Верховного суда Тасмании Нормана Юинга
На следующий год Уолтер Ли, с приобретением либералами на регулярных выборах вновь наибольшего числа мест (половины из 30, при одном независимом депутате), как их лидер получил пост премьера. На выборах 1919 года занявшая ту же либеральную нишу Националистическая партия, которую на тот момент представлял Ли, нарастила преимущество ещё на 1 место, и он остался в должности.
Когда в 1922 году партия разделила большинство с новой Аграрной партией, Уолтер Ли ушёл в отставку и вступил в должность казначея в коалиционном правительстве, премьером которого был единогласно избран лейборист Джон Хейз. Однако последний, не справившись с финансовым кризисом в Тасмании, год спустя сдал пост, вернувшийся к Ли на следующие два с половиной месяца (14 августа — 25 октября 1923 года), после которых тот из-за утраты доверия сам был замещён опять представителем лейбористов — Джозефом Лайонсом.
Будучи вице-премьером при Джоне Макфи, уход которого был вызван неспособностью исполнять обязанности премьера по состоянию здоровья, Уолтер Ли занимал освободившееся место ещё 3 месяца — с 15 марта по 22 июня 1934 года, — до очередных выборов, где победу одержала Лейбористская партия с Альбертом Огилви, и ставшим новым премьером, во главе фракции.

## Награды
В 1920 году Ли был посвящён в рыцари-бакалавры, а в 1922 году — в рыцари-командоры Ордена Святых Михаила и Георгия.